# Espace Diamant
Ne doit pas être confondu avec Évasion Mont-Blanc ou Portes du Mont-Blanc.
L'Espace Diamant est un grand domaine skiable regroupant cinq stations et villages de sports d'hiver français, situé dans les départements de la Savoie et de la Haute-Savoie en région Auvergne-Rhône-Alpes, dans les Alpes françaises.
L'Espace Diamant est constitué de la liaison skis aux pieds des stations des Saisies, de Crest-Voland Cohennoz, de Notre-Dame-de-Bellecombe, de Flumet - Saint-Nicolas-la-Chapelle et de Praz-sur-Arly. Le domaine comporte 192 kilomètres de pistes de tous niveaux, réparties entre 1 000  et   2 069 mètres d'altitude.

## Géographie

### Localisation
Le domaine skiable de l'Espace Diamant se situe entre le massif du Beaufortain et le Val d'Arly, installés sur les versants des départements de la Savoie et de la  Haute-Savoie, dans les Alpes françaises.

## Histoire
L'Espace Diamant nait en 2005 du regroupement des domaines skiables de l'Espace Cristal — stations de Hauteluce-Les Saisies, de Crest-Voland Cohennoz — créé en 1984, et de l'Espace Val d'Arly — stations de Flumet, Notre-Dame-de-Bellecombe et Praz-sur-Arly — créé en 1973 .

## Stations et hébergements

### Stations et villages
Le domaine skiable de l'Espace Diamant se répartit sur cinq stations de sport d'hiver situées sur les communes de Hauteluce où se trouvent les sites des Saisies et Bisanne 1500 ; de Crest-Voland et la station de Crest-Voland Cohennoz ; de Flumet et Saint-Nicolas-la-Chapelle qui ont développé le hameau touristique Les Evettes formant le domaine Flumet - Saint-Nicolas-la-Chapelle ; de Notre-Dame-de-Bellecombe et Praz-sur-Arly.

### Hébergements touristiques
Les sept stations ou communes offrent une capacité de 61 995 lits touristiques en 2014.

## Domaine et gestion

### Le domaine skiable et ses équipements
Le grand domaine est né de la fusion des domaines de l'Espace Cristal — stations de Hauteluce-Les Saisies, de Crest-Voland — et de l'Espace Val d'Arly — stations de Flumet, Notre-Dame-de-Bellecombe et Praz-sur-Arly .
L'Espace Diamant est un domaine skiable d'environ 192 km revendiqués, constitué de 157 pistes et de 81 remontées mécaniques.
Le grand domaine possède un grand domaine dédiée au ski de fond, le domaine nordique olympique de Crest-Voland Cohennoz – Les Saisies.
Les différents chemins situés sur le territoire de la commune peuvent faire l'objet de randonnées pédestres ou en raquettes.
Chacune des stations possèdent également des aires pour enfants ainsi que des aires de luge.

## Autres activités
Un centre Multi-Activités des Saisies a ouvert en décembre 2014 et dispose d'une piscine, d'une salle de sport, d'un spa, d'un mur d'escalade, de deux salles de squash, d'une salle multi-activités, d'un bowling ainsi qu'un bar et un restaurant.
En été, les stations de l'Espace Diamant proposent de nombreuses activités, comme la randonnée pédestre ou équestre, le VTT, la luge sur rails, le parapente, le canyoning, la baignade dans des plans d'eau etc.